# Bitwa pod Graus
Bitwa pod Graus – starcie zbrojne, które miało miejsce w roku 1063 w okresie Rekonkwisty pomiędzy siłami Królestw Aragonii a Emiratem Saragossy i wspierającymi go Kastylijczykami.
Zdobycie miasta Graus przez Ramiro I z Aragonii zostało przez jego brata Ferdynanda odebrane z niepokojem. Miasteczko Graus leżące w Pirenejach nie było co prawda żadnym ważnym ośrodkiem na Półwyspie Pirenejskim, znajdowało się jednak na drodze do miasta Barbastro, będącym głównym celem Ramiro I.
Chcąc powstrzymać marsz Aragończyków, Ferdynand wysłał swojego syna Sancho II z misją wsparcia emira Saragossy Ahmada I al Muqtadira podczas odbijania miasta. Aragończycy nie spodziewali się połączonych sił emira oraz Sancho II pod Graus i zostali zaskoczeni. W wyniku bitwy pod bramami miasta wojska aragońskie zostały pobite, a król Ramiro I poniósł śmierć. Nie ma dokładnych relacji na temat samego przebiegu bitwy. Kronikarz arabski opisał śmierć króla Aragonii w następujący sposób: Jeden z wojowników muzułmańskich przebrany za chrześcijanina wmieszał się w tłum Aragończyków, po czym docierając w pobliże króla ugodził go lancą w oko (władca posiadał jedynie hełm z osłoną na nos). Arabowie mieli wziąć po bitwie wielu znaczących jeńców, za których otrzymali wysoki okup. Sojusz Kastylii z Arabami nie trwał długo. W roku 1065 Barbastro zostało zdobyte przez muzułmanów. Dopiero po sukcesach Kastylii w walkach z muzułmanami, Aragonia odzyskała wpływy polityczne na Półwyspie Pirenejskim.